# George Beverly Shea
George Beverly Shea (Winchester, 1º febbraio 1909 – Montreat, 16 aprile 2013) è stato un cantante e compositore statunitense, canadese di nascita, esponente della musica gospel.

## Biografia
Nato in Ontario nel 1909, era un baritono e si era affacciato al mondo della Chiesa fin da ragazzo. Si è formato ad Ottawa e nel 1928 si è trasferito a New York: ha studiato presso l'Houghton College.
Nel 1929 ha lasciato gli studi e ha lavorato per un certo periodo come impiegato di medicina. 
Nel 1934 si è sposato con Erma L. Scharfe, dalla quale ha avuto due figli. Nel 1941 è diventato cittadino statunitense.
Nel 1976 sua moglie Erma è deceduta e nel 1985 lui si è risposato con Karlene Aceto.
È morto all'età di 104 anni dopo un ictus in Carolina del Nord.

## Carriera
Si è formato prima ad Ottawa e poi presso l'Houghton College, nello stato di New York (Stati Uniti). Nel 1929 ha lasciato gli studi e si è dedicato al mondo della radio. Ha cantato presso le stazioni WMCA e WHN fino al 1938 e ha avuto poi la vocazione mentre lavorava come impiegato presso una società di assicurazioni. Ha quindi lavorato come presentatore e cantante presso la WMBI di Chicago tra gli anni '30 e '40 e poi come cantante presso altre radio.
Nel 1944 ha iniziato una lunga collaborazione con Billy Graham. Nel 1951 ha iniziato a registrare degli album con la RCA Records e, dal 1974, con la Word Records. Ha all'attivo oltre 70 album. 
Nel 1965 ha ricevuto un Grammy Award nella categoria "sacro". Tra i suoi inni più famosi vi sono I'd Rather Have Jesus (1932) e The Wonder of It All.
Nel 1956 ha ricevuto una laurea ad honorem in belle arti.
Nel 1978 è stato inserito nella Gospel Music Association Hall of Fame.
Nel 2011 ha ricevuto il Premio Grammy alla carriera.

## Opere
- 1968: "Then Sings My Soul," autobiography, Fleming Revell Company
- 1972: "Songs That Lift the Heart,", Fleming Revell Company
- 2004: "How Sweet the Sound," Tyndale House Publishers

## Filmografia
- 1984: "Then Sings My Soul," Film Musical/Documentario, World Wide Pictures